# Reakcja Reformatskiego
Reakcja Reformatskiego – reakcja chemiczna związków karbonylowych (aldehydów lub ketonów) 1 z α-halogenoestrami kwasów karboksylowych 2, katalizowana metalicznym cynkiem, w wyniku której otrzymuje się β-hydroksyestry kwasów karboksylowych 3.
Reakcję prowadzi się najczęściej w roztworze eterowym, benzenowym lub tetrahydrofuranowym. Produktem pośrednim jest związek cynkoorganiczny. Reakcja ta została odkryta przez rosyjskiego chemika Siergieja Reformatskiego.
Odczynnik cynkoorganiczny, obecny w tej reakcji, zwany jest odczynnikiem Reformatskiego lub enolanem Reformatskiego. Otrzymuje się go dodając pył cynkowy do α-halogenoestru. Jest on mniej reaktywny od odczynnika Grignarda oraz od pochodnych związków litoorganicznych, w związku z czym w reakcji Reformatskiego nie zachodzi addycja nukleofilowa do grupy estrowej.

## Mechanizm
Wolna para elektronowa atomu cynku, oddziaływając na atom tlenu enolizującego α-halogenoestru 1, tworzy enolan Reformatskiego 2, który tworzy z cząsteczką aldehydu formę przejściową 3, bardzo gwałtownie reagującą z wodą, w wyniku czego powstaje β-hydroksyester 4. Dla atomu węgla przy grupie hydroksylowej produktu tworzy się centrum stereogeniczne.

## Struktura odczynnika
Za pomocą rentgenografii strukturalnej określono strukturę krystaliczną kompleksu THF z odczynnikiem Reformatskiego dla bromocynkooctanu tert-butylu oraz bromocynkooctanu etylu. W obu przypadkach tworzą się cykliczne ośmioczłonowe dimery o stałym stanie skupienia, różniące się stereochemicznie: pochodna etylowa przybiera konformację łódkową, a grupy bromowe oraz ligandy THF znajdują się w konfiguracji cis, natomiast pochodna tert-butylowa przybiera konformację krzesłową, grupy bromowe oraz ligandy THF są w konfiguracji trans.
|                              |                                    |
| dimer bromocynkooctanu etylu | dimer bromocynkooctanu tert-butylu |

## Zastosowanie
Reakcja Reformatskiego ma wiele zastosowań. W przykładowej reakcji aldehyd kondensuje z jodolaktonem katalizowanym przez trietyloboran w toluenie tworząc inhibitor telomerazy UCS1025A. Jest to kluczowa reakcja w enancjoselektywnej syntezie totalnej tego związku. Reakcja zachodzi w temperaturze -78 °C.